# انجینه ابراهیم شمالی
انجینه ابراهیم شمالی، روستایی از توابع بخش نمشیر شهرستان بانه در استان کردستان ایران است.

## جمعیت
این روستا در دهستان بوالحسن قرار دارد و براساس سرشماری مرکز آمار ایران در سال ۱۳۸۵، جمعیت آن ۳۱۴ نفر (۷۰خانوار) بوده‌است.